# Eaton, Colorado
Eaton är en ort i Weld County i delstaten Colorado, USA.